# Premio Filmfare per la miglior attrice - telugu
Il premio Filmfare per la miglior attrice in telugu è assegnato dalla rivista Filmfare nell'ambito dei suoi annuali Filmfare Awards South per i film in lingua telugu. A decorrere dal 1972, il premio prevede la categoria per la «miglior attrice». L'anno indicato è quello di uscita del film.

## Vincitori e candidati
| ‡ | Indica la vincitrice |

### anni 1970
| Anno | Attrice             | Ruoli                    | Film                 | Riff.       |
| ---- | ------------------- | ------------------------ | -------------------- | ----------- |
| 1972 | J. Jayalalita ‡     | Satyabhama / Chandrasena | Śrīkr̥ṣṇasatya        | [ 1 ] [ 3 ] |
| 1973 | Vāṇiśrī ‡           | Roja                     | Jīvana Taraṁgālu     | [ 1 ]       |
| 1974 | Vāṇiśrī ‡           | Krishnaveni              | Kr̥ṣṇavēṇi            | [ 1 ]       |
| 1974 | Rōjāramaṇi          |                          | Ō Sīta katha         | [ 1 ]       |
| 1974 | Vijayanirmala       | Seeta                    | Allūri Sītārāmarāju  | [ 1 ]       |
| 1975 | Vāṇiśrī ‡           | Lakshmi / Sobha          | Jīvana jyōti         | [ 4 ]       |
| 1975 | Annapūrṇa           | Annapoorna               | Svargaṁ narakaṁ      | [ 4 ]       |
| 1975 | Saṁgīta             | Lakṣmi                   | Mutyālamuggu         | [ 4 ]       |
| 1976 | Jayasudha ‡         | Jyōti                    | Jyōti                | [ 5 ] [ 6 ] |
| 1976 | Jayaprada           | Sarita                   | Aṁtulēni katha       | [ 5 ] [ 6 ] |
| 1976 | Jayaprada           | Lalitha                  | Sirisirimuvva        | [ 5 ] [ 6 ] |
| 1976 | Mādhavi             | Hyma                     | Ūrummaḍi bratukulu   | [ 5 ] [ 6 ] |
| 1976 | Vāṇiśrī             | Rādha                    | Ārādhana             | [ 5 ] [ 6 ] |
| 1977 | Jayasudha ‡         |                          | Āme katha            | [ 1 ]       |
| 1977 | Jayaprada           | Padma                    | Aḍavi rāmuḍu         | [ 1 ]       |
| 1977 | Lakṣmi              |                          | Paṁtulamma           | [ 1 ]       |
| 1977 | Śrīpriya            | Malli                    | Cilakamma ceppindi   | [ 1 ]       |
| 1977 | Vāṇiśrī             | Rādha                    | Edurīta              | [ 1 ]       |
| 1978 | Tāḷḷūri Rāmēśvari ‡ | Seetalu                  | Sītāmālakṣmi         | [ 1 ]       |
| 1978 | Mamatā Śaṅkar       | Nilamma                  | Oka ūri katha        | [ 1 ]       |
| 1978 | Rūpa                |                          | Nālāga eṁdarō        | [ 1 ]       |
| 1978 | Sarita              | Swapna                   | Marō caritra         | [ 1 ]       |
| 1978 | Śrīdēvi             | Malli                    | Padahārēḷḷa vayasu   | [ 1 ]       |
| 1979 | Sujāta ‡            | Vidya                    | Guppeḍu manasu       | [ 1 ]       |
| 1979 | Jayasudha           | Suhasini                 | Idi katha kādu       | [ 1 ]       |
| 1979 | Śārada              |                          | Nimajjanaṁ           | [ 1 ]       |
| 1979 | Ṣāvukāru Jānaki     | Tayaramma                | Tāyāramma Baṁgārayya | [ 1 ]       |
| 1979 | Śrīdēvi             | Rādha                    | Kārtīka dīpaṁ        | [ 1 ]       |

### anni 1980
| Anno | Attrice               | Ruoli             | Film                           | Riff.                |
| ---- | --------------------- | ----------------- | ------------------------------ | -------------------- |
| 1980 | Jyōti ‡               | ASP Vyjayanthi    | Vaṁśavr̥kṣaṁ                    | [ 7 ]                |
| 1980 | Jayaprada             | Chandipriya       | Caṁḍīpriya                     | [ 7 ]                |
| 1980 | Jayasudha             |                   | Pillajamīṁdār                  | [ 7 ]                |
| 1980 | Sūryakāṁtaṁ           |                   | Gayyāḷi gaṁgamma               | [ 7 ]                |
| 1980 | Vāṇiśrī               |                   | Mahālakṣmi                     | [ 7 ]                |
| 1981 | Rādhika Śarat Kumār ‡ | Bharathi Devi     | Nyāyaṁ kāvāli                  | [ 8 ]                |
| 1981 | Jayaprada             | Vaishali          | 47 rōjulu                      | [ 8 ]                |
| 1981 | Jayasudha             | Jayanthi          | Prēmābhiṣēkaṁ                  | [ 8 ]                |
| 1981 | Pūrṇima               | Durga             | Mudda mandāraṁ                 | [ 8 ]                |
| 1981 | Śrīdēvi               | Devi              | Prēmābhiṣēkaṁ                  | [ 8 ]                |
| 1982 | Jayasudha ‡           |                   | Gr̥ha pravēśaṁ                  | [ 9 ]                |
| 1982 | Jayaprada             | Padma             | Mēgha sandēśaṁ                 | [ 9 ]                |
| 1982 | Mādhavi               | Jayalaxmi         | Iṁṭlō Rāmayya vīdhilō Kr̥ṣṇayya | [ 9 ]                |
| 1982 | Rādhika Śarat Kumār   | Lalithamba        | Paṭnaṁ vaccina pativratalu     | [ 9 ]                |
| 1982 | Sumalata              | Sujāta            | Śubhalēkha                     | [ 9 ]                |
| 1983 | Jayaprada ‡           | Mādhavi           | Sāgara saṁgamaṁ                | [ 10 ]               |
| 1983 | Jayasudha             |                   | Dharmātmuḍu                    | [ 10 ]               |
| 1983 | Rādhika Śarat Kumār   | Arcana            | Abhilāṣa                       | [ 10 ]               |
| 1983 | Sarita                |                   | Kōkilamma                      | [ 10 ]               |
| 1983 | Vijayaśāṁti           |                   | Nēṭi Bhārataṁ                  | [ 10 ]               |
| 1984 | Suhāsini ‡            | Swati             | Svāti                          | [ 11 ]               |
| 1984 | Bhānupriya            | Sitara / Kokila   | Sitāra                         | [ 11 ]               |
| 1984 | Jayasudha             | Jayanthi          | Jasṭis Cakravarti              | [ 11 ]               |
| 1984 | Pūrṇima               | Swarna            | Śrīvāriki prēmalēkha           | [ 11 ]               |
| 1984 | Rādha                 | Mādhavi / Mary    | Vasaṁta gītaṁ                  | [ 11 ]               |
| 1985 | Vijayaśāṁti ‡         | Jhansi            | Pratighaṭana                   | [ 12 ]               |
| 1985 | Bhānupriya            | Hema              | Anvēṣaṇa                       | [ 12 ]               |
| 1985 | Jayasudha             |                   | Bhāryābhartala bandhaṁ         | [ 12 ]               |
| 1985 | Sudhā Candran         | Mayuri Olpam      | Mayūri                         | [ 12 ]               |
| 1985 | Suhāsini              | Sravanti          | Sravanti                       | [ 12 ]               |
| 1986 | Lakṣmi ‡              |                   | Śrāvaṇa mēghālu                | [ 13 ] [ 14 ] [ 15 ] |
| 1986 | Khuṣbu Sundar         | Bharathi          | Kaliyuga Pāṁḍavulu             | [ 13 ] [ 14 ] [ 15 ] |
| 1986 | Rādhika Śarat Kumār   | Lalitha           | Svātimutyaṁ                    | [ 13 ] [ 14 ] [ 15 ] |
| 1986 | Rādha                 |                   | Pasuputāḍu                     | [ 13 ] [ 14 ] [ 15 ] |
| 1986 | Suhāsini              | Subhashini        | Sirivennela                    | [ 13 ] [ 14 ] [ 15 ] |
| 1987 | Vijayaśāṁti ‡         | Ganga             | Svayaṅkr̥ṣi                     | [ 16 ]               |
| 1987 | Bhānupriya            | SI Vidya          | Dharmapatni                    | [ 16 ]               |
| 1987 | Rajani                | Padma             | Aha! Nā peḷḷaṇṭa!              | [ 16 ]               |
| 1987 | Suhāsini              | Uma               | Saṁsāraṁ oka cadaraṁgaṁ        | [ 16 ]               |
| 1987 | Sumalata              | Sita              | Śrutilayalu                    | [ 16 ]               |
| 1988 | Bhānupriya ‡          | Meenakshi         | Svarṇakamalaṁ                  | [ 17 ]               |
| 1988 | Arcana                | Kamalakshi        | Dāsi                           | [ 17 ]               |
| 1988 | Śōbhana               | Lalitha Sivajyoti | Rudravīṇa                      | [ 17 ]               |
| 1988 | Śrīdēvi               | Pravallika        | Ākhari pōrāṭaṁ                 | [ 17 ]               |
| 1988 | Vijayaśāṁti           | Janaki / Lakshmi  | Jānakirāmuḍu                   | [ 17 ]               |
| 1989 | Vijayaśāṁti ‡         |                   | Bharata nāri                   | [ 18 ] [ 19 ]        |
| 1989 | Amala Akkinēni        | Asha              | Śiva                           | [ 18 ] [ 19 ]        |
| 1989 | Girijā Ṣettar         | Geethanjali       | Gītān̄jali                      | [ 18 ] [ 19 ]        |
| 1989 | Ramyakr̥ṣṇa            | Maggie            | Sūtradhārulu                   | [ 18 ] [ 19 ]        |
| 1989 | Rēvati                | Seethalu          | Prēma                          | [ 18 ] [ 19 ]        |

### anni 1990
| Anno | Attrice             | Ruoli           | Film                          | Riff.         |
| ---- | ------------------- | --------------- | ----------------------------- | ------------- |
| 1990 | Vijayaśāṁti ‡       | ASP Vyjayanthi  | Kartavyaṁ                     | [ 20 ]        |
| 1990 | Divyabhārati        | Rani            | Bobbili rājā                  | [ 20 ]        |
| 1990 | Mālāśrī             | Neelima         | Prēma khaidī                  | [ 20 ]        |
| 1990 | Rādha               | Bijili          | Kodama siṁhaṁ                 | [ 20 ]        |
| 1990 | Śōbhana             | Kalyāṇi         | Alluḍugāru                    | [ 20 ]        |
| 1990 | Śrīdēvi             | Indraja         | Jagadēkavīruḍu atilōkasundari | [ 20 ]        |
| 1991 | Śrīdēvi ‡           | Satya           | Kṣaṇakṣaṇaṁ                   | [ 21 ]        |
| 1991 | Divyavāṇi           | Satyabhama      | Peḷḷi pustakaṁ                | [ 21 ]        |
| 1991 | Mīnā                | Seeta           | Sītārāmayyagāri manavarālu    | [ 21 ]        |
| 1991 | Śārada              | Rajinama        | Amma rājīnāmā                 | [ 21 ]        |
| 1991 | Śōbhana             | Anjali          | Rauḍīgāri peḷḷāṁ              | [ 21 ]        |
| 1992 | Rēvati ‡            | Sindhura        | Aṁkuraṁ                       | [ 22 ]        |
| 1992 | Divyabhārati        | Chittemma       | Ciṭṭemma moguḍu               | [ 22 ]        |
| 1992 | Mīnā                | Nandini         | Caṇṭi                         | [ 22 ]        |
| 1992 | Mīnākṣi Śēṣādri     | Hema            | Āpadbāṁdhavuḍu                | [ 22 ]        |
| 1992 | Nagmā               | Uma Devi        | Gharānā moguḍu                | [ 22 ]        |
| 1993 | Vijayaśāṁti ‡       |                 | Police Lockup                 | [ 23 ]        |
| 1993 | Āmani               | Jhansi / Lakṣmī | Misṭar peḷḷāṁ                 | [ 23 ]        |
| 1993 | Mādhavi             | Śārada          | Mātr̥dēvōbhava                 | [ 23 ]        |
| 1993 | Ramyakr̥ṣṇa          | Lalita Rani     | Allari priyuḍu                | [ 23 ]        |
| 1993 | Rēvati              | Anitha          | Gāyaṁ                         | [ 23 ]        |
| 1994 | Āmani ‡             | Rādha           | Subhalagnam                   | [ 24 ] [ 25 ] |
| 1994 | Jayasudha           | Savitri         | Baṁgāru kuṭuṁbaṁ              | [ 24 ] [ 25 ] |
| 1994 | Ūha                 | Ūha             | Āme                           | [ 24 ] [ 25 ] |
| 1994 | Rādhika Śarat Kumār | Seetha          | Palnāṭi pauruṣaṁ              | [ 24 ] [ 25 ] |
| 1995 | Saundarya ‡         | Bhavani         | Ammōru                        | [ 26 ]        |
| 1995 | Āmani               | Ganga           | Śubhasaṁkalpaṁ                | [ 26 ]        |
| 1995 | Indraja             | Neelima         | Sogasu cūḍataramā             | [ 26 ]        |
| 1995 | Mahēśvari           | Pooja           | Gulābi                        | [ 26 ]        |
| 1995 | Rōhiṇi              |                 | Strī                          | [ 26 ]        |
| 1996 | Ṭabu ‡              | Mahalakshmi     | Ninnē peḷḷāḍatā               | [ 27 ]        |
| 1996 | Raṁbha              | Raga Sudha      | Boṁbāyi priyuḍu               | [ 27 ]        |
| 1996 | Ravaḷi              | Kalyāṇi         | Peḷḷi saṁdaḍi                 | [ 27 ]        |
| 1996 | Śilpā Śeṭṭi         | Bangaram        | Sāhasavīruḍu - sāgarakanya    | [ 27 ]        |
| 1996 | Saundarya           | Rādha           | Pavitra bandhaṁ               | [ 27 ]        |
| 1997 | Vijayaśāṁti ‡       | Ramulamma       | Osēy rāmulammā                | [ 28 ]        |
| 1997 | Aṁjalā Javērī       | Kalyāṇi         | Prēmiṁcukundāṁ rā             | [ 28 ]        |
| 1997 | Mahēśvari           | Mahēśvari       | Peḷḷi                         | [ 28 ]        |
| 1997 | Saṁghavi            | Baby            | Siṁdhūraṁ                     | [ 28 ]        |
| 1997 | Saundarya           | Subbalakshmi    | Doṁgāṭa                       | [ 28 ]        |
| 1998 | Saundarya ‡         | Bhanumati       | Aṁtaḥpuraṁ                    | [ 29 ]        |
| 1998 | Iṣā Koppikar        | Lekha           | Caṁdralēkha                   | [ 29 ]        |
| 1998 | Kīrti Reḍḍi         | Anu             | Toliprēma                     | [ 29 ]        |
| 1998 | Prītī Jiṁṭā         | Shailaja        | Prēmaṁṭē idērā                | [ 29 ]        |
| 1998 | Ramyakr̥ṣṇa          | Jyōti           | Kaṁṭē kūturnē kanu            | [ 29 ]        |
| 1999 | Saundarya ‡         | Anjali          | Rājā                          | [ 30 ]        |
| 1999 | Aṁtarā Mālī         | Divya           | Prēmakatha                    | [ 30 ]        |
| 1999 | Mahēśvari           | Sasirekha       | Nī kōsaṁ                      | [ 30 ]        |
| 1999 | Prēma               | Devi            | Dēvi                          | [ 30 ]        |
| 1999 | Rāśi                | Mahalakshmi     | Prēyasi rāvē                  | [ 30 ]        |

### anni 2000
| Anno | Attrice             | Ruoli                                 | Film                            | Riff.         |
| ---- | ------------------- | ------------------------------------- | ------------------------------- | ------------- |
| 2000 | Ricā Pallāḍ ‡       | Madhu                                 | Nuvvē kāvāli                    | [ 31 ]        |
| 2000 | Laya                | Usha                                  | Manoharam                       | [ 31 ]        |
| 2000 | Saundarya           | Uma                                   | Jayaṁ manadērā                  | [ 31 ]        |
| 2000 | Saundarya           | Gajjala Kanaka Maha Lakshmi Devi      | Annayya                         | [ 31 ]        |
| 2001 | Bhūmika Cāvlā ‡     | Madhumati                             | Khuṣi                           | [ 32 ] [ 33 ] |
| 2001 | Laya                | Mīnā                                  | Prēmiṁcu                        | [ 32 ] [ 33 ] |
| 2001 | Simrān              | Sravani                               | Narasiṁha nāyuḍu                | [ 32 ] [ 33 ] |
| 2001 | Sōnāli Beṁdrē       | Vasundhara                            | Murāri                          | [ 32 ] [ 33 ] |
| 2002 | Sadā ‡              | Sujāta                                | Jayaṁ                           | [ 34 ]        |
| 2002 | Ārtī Agarvāl        | Krishna Veni                          | Nuvvu lēka nēnu lēnu            | [ 34 ]        |
| 2002 | Kalyāṇi             | Swathi                                | Aunu vāḷḷiddarū iṣṭapaḍḍāru     | [ 34 ]        |
| 2002 | Śriyā Śaraṇ         | Bhanu                                 | Saṁtōṣaṁ                        | [ 34 ]        |
| 2003 | Āsin ‡              | Mugambigambal                         | Amma nānna ō tamiḷa ammāyi      | [ 35 ]        |
| 2003 | Āsin                | Vasanta                               | Śivamaṇi                        | [ 35 ]        |
| 2003 | Bhūmika Cāvlā       | Meghana                               | Missamma                        | [ 35 ]        |
| 2003 | Śrīdēvi Vijay Kumār | Geetanjali                            | Ninnē iṣṭapaḍḍānu               | [ 35 ]        |
| 2004 | Triṣa Kr̥ṣṇan ‡      | Sailaja                               | Varṣaṁ                          | [ 36 ]        |
| 2004 | Jyōtika             | Anjali                                | Mās                             | [ 36 ]        |
| 2004 | Kamalini Mukharjī   | Rūpa                                  | Ānaṁd                           | [ 36 ]        |
| 2004 | Katrinā Kaiph       | Malliswari                            | Mallīśvari                      | [ 36 ]        |
| 2004 | Śriyā Śaraṇ         | Anu                                   | Nēnunnānu                       | [ 36 ]        |
| 2005 | Triṣa Kr̥ṣṇan ‡      | Siri                                  | Nuvvostānaṇṭē nēnoddaṇṭānā      | [ 37 ]        |
| 2005 | Āyēṣā Ṭākiyā        | Siri Valli                            | Sūpar                           | [ 37 ]        |
| 2005 | Chārmī Kaur         | Sahasra                               | Anukōkuṇḍā oka rōju             | [ 37 ]        |
| 2005 | Śriyā Śaraṇ         | Neelu                                 | Chatrapati                      | [ 37 ]        |
| 2005 | Triṣa Kr̥ṣṇan        | Poori                                 | Ataḍu                           | [ 37 ]        |
| 2006 | Jenīliyā Ḍi'Sūjā ‡  | Haasini Rao                           | Bommarillu                      | [ 38 ]        |
| 2006 | Ārtī Agarvāl        | Rādha                                 | Aṁdāla Rāmuḍu                   | [ 38 ]        |
| 2006 | Iliyānā Ḍikruj      | Shruti                                | Pōkiri                          | [ 38 ]        |
| 2006 | Jyōtika             | Madhurima                             | Ṣāk                             | [ 38 ]        |
| 2006 | Kamalini Mukharjī   | Seetha Mahalakshmi                    | Gōdāvari                        | [ 38 ]        |
| 2007 | Triṣa Kr̥ṣṇan ‡      | Keerti / Kusumamba                    | Āḍavāri māṭalaku arthālē vērulē | [ 39 ]        |
| 2007 | Bhūmika Cāvlā       | Anasuya                               | Anasūya                         | [ 39 ]        |
| 2007 | Chārmī Kaur         |                                       | Maṁtra                          | [ 39 ]        |
| 2007 | Jenīliyā Ḍi'Sūjā    | Pooja                                 | Ḍhī                             | [ 39 ]        |
| 2007 | Nayana Tāra         | Vasundhara                            | Tulasi                          | [ 39 ]        |
| 2008 | Kalars Svāti ‡      | Lavanya                               | Aṣṭā cammā                      | [ 40 ]        |
| 2008 | Iliyānā Ḍikruj      | Bhagyamathi                           | Jalsā                           | [ 40 ]        |
| 2008 | Kamalini Mukharjī   | Janaki                                | Gamyaṁ                          | [ 40 ]        |
| 2008 | Śvētā Basu Prasād   | Swapna                                | Kotta baṅgāru lōkaṁ             | [ 40 ]        |
| 2008 | Triṣa Kr̥ṣṇan        | Sandhya                               | Kr̥ṣṇa                           | [ 40 ]        |
| 2009 | Anuṣka Śeṭṭi ‡      | Arundhati Jr / Arundhati Sr "Jejamma" | Aruṁdhati                       | [ 41 ]        |
| 2009 | Iliyānā Ḍikruj      | Naina                                 | Kik                             | [ 41 ]        |
| 2009 | Kājal Agarvāl       | Indira / Mithravinda Devi             | Magadhīra                       | [ 41 ]        |
| 2009 | Kamalini Mukharjī   | Gopika                                | Gōpi Gōpika gōdāvari            | [ 41 ]        |
| 2009 | Tamannā Bhāṭiyā     | Geeta Subramanyam                     | Koṁceṁ iṣṭaṁ koṁceṁ kaṣṭaṁ      | [ 41 ]        |

### anni 2010
| Anno | Attrice           | Ruoli                                                                | Film                         | Riff.  |
| ---- | ----------------- | -------------------------------------------------------------------- | ---------------------------- | ------ |
| 2010 | Anuṣka Śeṭṭi ‡    | Saroja                                                               | Vēdaṁ                        | [ 42 ] |
| 2010 | Anuṣka Śeṭṭi      | Chandramukhi/Nagavalli                                               | Nāgavalli                    | [ 42 ] |
| 2010 | Kājal Agarvāl     | Nandini                                                              | Ḍārliṁg                      | [ 42 ] |
| 2010 | Nayana Tāra       | Gayatri                                                              | Siṁhā                        | [ 42 ] |
| 2010 | Samaṁta           | Jessie Thekekuthu                                                    | Ē māya cēśāvē                | [ 42 ] |
| 2011 | Nayana Tāra ‡     | Sita                                                                 | Śrīrāmarājyaṁ                | [ 43 ] |
| 2011 | Kājal Agarvāl     | Priya                                                                | Mr. Perfect                  | [ 43 ] |
| 2011 | Nitya Mēnan       | Nithya                                                               | Alā modalaindi               | [ 43 ] |
| 2011 | Samaṁta           | Prasanthi Ajay Kumar                                                 | Dūkuḍu                       | [ 43 ] |
| 2011 | Tamannā Bhāṭiyā   | Veera Venkata Satya Sai Naga Durga Sesha Avathara Seetha Mahalakshmi | 100% Lav                     | [ 43 ] |
| 2012 | Samaṁta ‡         | Bindu                                                                | Īga                          | [ 44 ] |
| 2012 | Anuṣka Śeṭṭi      | Mahēśvari                                                            | Ḍhamarukaṁ                   | [ 44 ] |
| 2012 | Hansika Mōtvānī   | Sharmila                                                             | Dēnikainā rēḍī               | [ 44 ] |
| 2012 | Nayana Tāra       | Devika                                                               | Kr̥ṣṇaṁ vaṁdē jagadguruṁ      | [ 44 ] |
| 2012 | Tamannā Bhāṭiyā   | Chaitra                                                              | Racca                        | [ 44 ] |
| 2013 | Nitya Mēnan ‡     | Sravani                                                              | Guṁḍejāri gallaṁtayyiṁdē     | [ 45 ] |
| 2013 | Anuṣka Śeṭṭi      | Vennela                                                              | Mirci                        | [ 45 ] |
| 2013 | Naṁdita Rāj       | Nanditha                                                             | Prēmakathā citram            | [ 45 ] |
| 2013 | Rakul Prīt Siṁg   | Prarthana                                                            | Veṅkaṭādri Express           | [ 45 ] |
| 2013 | Samaṁta           | Sashi                                                                | Attāriṁṭiki dārēdi           | [ 45 ] |
| 2014 | Śruti Hāsan ‡     | Spandana                                                             | Rēsugurraṁ                   | [ 46 ] |
| 2014 | Kājal Agarvāl     | Satya                                                                | Gōviṁduḍu aṁdarivāḍēlē       | [ 46 ] |
| 2014 | Pūjā Hegḍē        | Nandana                                                              | Oka lailā kōsaṁ              | [ 46 ] |
| 2014 | Rakul Prīt Siṁg   | Chandrakala                                                          | Laukyaṁ                      | [ 46 ] |
| 2014 | Samaṁta           | Krishna Veni / Priya                                                 | Manaṁ                        | [ 46 ] |
| 2015 | Anuṣka Śeṭṭi ‡    | Rudrama Devi                                                         | Rudramadēvi                  | [ 47 ] |
| 2015 | Hebbā Paṭēl       | Meena Kumari                                                         | Kumāri 21F                   | [ 47 ] |
| 2015 | Nitya Mēnan       | Nazeera Khanum                                                       | Maḷḷī maḷḷī idi rāni rōju    | [ 47 ] |
| 2015 | Śruti Hāsan       | Charuseela                                                           | Śrīmaṁtuḍu                   | [ 47 ] |
| 2015 | Tamannā Bhāṭiyā   | Avantika                                                             | Bāhubali: The Beginning      | [ 47 ] |
| 2016 | Samaṁta ‡         | Anasuya Ramalingam                                                   | A Aa                         | [ 48 ] |
| 2016 | Kīrti Surēṣ       | Sailaja                                                              | Nēnu Śailaja                 | [ 48 ] |
| 2016 | Lāvaṇya Tripāṭhi  | Seetha                                                               | Sōggāḍē cinnināyanā          | [ 48 ] |
| 2016 | Nivēdā Thāmas     | Catherine                                                            | Jeṇṭil mēn                   | [ 48 ] |
| 2016 | Rakul Prīt Siṁg   | Divyanka Krishnamurthy                                               | Nānnaku prēmatō              | [ 48 ] |
| 2016 | Rītu Varma        | Chitra                                                               | Peḷḷi cūpulu                 | [ 48 ] |
| 2017 | Sāyipallavi ‡     | Bhanumati                                                            | Phidā                        | [ 49 ] |
| 2017 | Anuṣka Śeṭṭi      | Devasena                                                             | Bāhubali 2: The Conclusion   | [ 49 ] |
| 2017 | Nivēdā Thāmas     | Pallavi                                                              | Ninnu kōri                   | [ 49 ] |
| 2017 | Rakul Prīt Siṁg   | Bhramaramba                                                          | Rāraṁḍōy vēḍuka cūddāṁ       | [ 49 ] |
| 2017 | Ritikā Siṁg       | Rameswari                                                            | Guru                         | [ 49 ] |
| 2018 | Kīrti Surēṣ ‡     | Savitri                                                              | Mahānaṭi                     | [ 50 ] |
| 2018 | Aditirāvu Haidarī | Sameera Rathore                                                      | Sammōhanaṁ                   | [ 50 ] |
| 2018 | Anuṣka Śeṭṭi      | Bhaagamathie / Chanchala IAS                                         | Bhāgamati                    | [ 50 ] |
| 2018 | Pūjā Hegḍē        | Aravindha                                                            | Araviṁda samēta Vīra Rāghava | [ 50 ] |
| 2018 | Raṣmikā Maṁdanna  | Geetha                                                               | Gīta Gōviṁdaṁ                | [ 50 ] |
| 2018 | Samaṁta           | Ramalakshmi                                                          | Raṁgasthalaṁ                 | [ 50 ] |

### anni 2020
| Anno      | Attrice           | Ruoli                                    | Film                       | Riff.  |
| --------- | ----------------- | ---------------------------------------- | -------------------------- | ------ |
| 2020 / 21 | Sāyipallavi ‡     | Mounika Rani                             | Lav sṭōrī                  | [ 51 ] |
| 2020 / 21 | Sāyipallavi       | Rosie / Maithreyi                        | Śyām siṁgarāy              | [ 51 ] |
| 2020 / 21 | Cāṁdini Caudari   | Deepthi Varma                            | Kalar phōṭō                | [ 51 ] |
| 2020 / 21 | Kr̥ti Śeṭṭi        | Sangeetha "Bebamma"                      | Uppena                     | [ 51 ] |
| 2020 / 21 | Pūjā Hegḍē        | Amulya                                   | Ala vaikuṁṭhapuramulō      | [ 51 ] |
| 2020 / 21 | Raṣmikā Maṁdanna  | Chaitra                                  | Bhīṣma                     | [ 51 ] |
| 2020 / 21 | Raṣmikā Maṁdanna  | Srivalli                                 | Puṣpa                      | [ 51 ] |
| 2022      | Mr̥ṇāl Ṭhākūr ‡    | Principessa Nur Jahan / Sita Mahalakshmi | Sītā Rāmaṁ                 | [ 52 ] |
| 2022      | Aiśvarya Lakṣmi   | Amudha Ravindranath                      | Ammu                       | [ 52 ] |
| 2022      | Najriyā Najīm     | Leela Thomas                             | Aṁṭē Suṁdarāniki           | [ 52 ] |
| 2022      | Nēhā Śeṭṭi        | Radhika                                  | DJ Ṭillu                   | [ 52 ] |
| 2022      | Nitya Mēnan       | Suguna                                   | Bhīmlā nāyak               | [ 52 ] |
| 2022      | Sāyipallavi       | Vennela                                  | Virāṭa parvaṁ              | [ 52 ] |
| 2022      | Samaṁta           | Yashoda                                  | Yaśōda                     | [ 52 ] |
| 2023      | Kīrti Surēṣ ‡     | Vennala                                  | Dasara                     | [ 53 ] |
| 2023      | Mr̥ṇāl Ṭhākūr      | Yashna                                   | Hāy nānna                  | [ 53 ] |
| 2023      | Vaiṣṇavi Caitanya | Vaishnavi                                | Bēbī                       | [ 53 ] |
| 2023      | Anuṣka Śeṭṭi      | Anvitha Ravali Shetty                    | Mis Śeṭṭi misṭar Pōliśeṭṭi | [ 53 ] |
| 2023      | Samaṁta           | Shakuntala                               | Śākuṁtalaṁ                 | [ 53 ] |

## Primati
| Traguardo               | Attrice               | Primato    |
| ----------------------- | --------------------- | ---------- |
| Maggior numero di premi | Vijayaśāṁti           | 6 vittorie |
| Vincitrice più giovane  | Jyōti                 | 17 anni    |
| Candidate più giovani   | Śrīdēvi, Divyabhārati | 16 anni    |

- Vāṇiśrī vinse il premio più volte negli anni '70, conseguendo tre vittorie. Vijayaśāṁti conseguì negli anni '80 e '90 il maggior numero di vittorie: tre vittorie per ogni decennio. Saundarya ottenne tre vittorie negli anni '90. Triṣa Kr̥ṣṇan vinse il premio tre volte negli anni 2000, mentre Anuṣka Śeṭṭi ottenne il maggior numero di vittorie negli anni 2010 (tre vittorie); Sāyipallavi vinse il premio quattro volte negli anni 2020.
- Jayasudha e Ṭabu sono le due attrici ad aver vinto sia il premio Filmfare come migliore attrice - telugu sia il premio Filmfare come miglior attrice non protagonista - telugu.
- Sette attrici vinsero il premio più volte in anni consecutivi: Vāṇiśrī (1973–1975), Jayasudha (1976–1977), Vijayaśāṁti (1989–1990), Saundarya (1998–1999), Triṣa Kr̥ṣṇan (2004–2005), Anuṣka Śeṭṭi (2009–2010) e Sāyipallavi (2021-2022). Vāṇiśrī è l'unica ad aver vinto il premio tre volte di seguito.
- J. Jayalalita, Rēvati, Samaṁta Rutu Prabhu e Sāyipallavi sono le uniche attrici ad aver vinto sia il premio Filmfare come migliore attrice - tamil sia il premio Filmfare come migliore attrice - telugu nello stesso anno per le loro interpretazioni rispettivamente nel 1972, 1992, 2012 e 2022.
- Sette attrici vinsero il premio Filmfare come migliore attrice - telugu per i loro film d'esordio in lingua telugu. In ordine cronologico: Sujāta (1979), Rādhika Śarat Kumār (1981), Ricā Pallāḍ (2000), Sadā (2002), Āsin (2003), Sāyipallavi (2017) e Mr̥ṇāl Ṭhākūr (2022).
- Nitya Mēnan fu la prima attrice a vincere sia il premio Filmfare come migliore attrice - telugu (nel 2013) sia il premio Filmfare della critica come migliore attrice (nel 2015).
- Sāyipallavi fu la prima attrice ad aver vinto sia il premio Filmfare come miglior attrice - telugu sia il premio Filmfare della critica come miglior attrice - telugu nello stesso anno (2022).
- Vijayaśāṁti e Kīrti Surēṣ vinsero entrambi il premio Filmfare per la miglior attrice - telugu e il National Film Award per la miglior attrice per le loro interpretazioni rispettivamente in Kartavyaṁ (1990) e Mahānaṭi (2018).
- Jayasudha ha ricevuto il maggior numero di nomination con dieci, seguita da Anuṣka Śeṭṭi e Samaṁta Rutu Prabhu con nove nomination ciascuna.
- Nel 1981, l'unica volta fino ad oggi, due attrici furono nominate per lo stesso film: Jayasudha e Śrīdēvi per Prēmābhiṣēkaṁ .

### Vittorie multiple
Le seguenti attrici hanno ricevuto premi multipli come migliore attrice:
| Vittorie | Attrice                                                   |
| -------- | --------------------------------------------------------- |
| 6        | Vijayaśāṁti                                               |
| 3        | Vāṇiśrī, Jayasudha, Saundarya, Triṣa Kr̥ṣṇan, Anuṣka Śeṭṭi |
| 2        | Samaṁta, Sāyipallavi, Kīrti Surēṣ                         |

### Candidature multiple
Le seguenti hanno ricevuto candidature multiple come miglior attrice:
| Candidature | Attrice                           |
| ----------- | --------------------------------- |
| 10          | Jayasudha                         |
| 9           | Anuṣka Śeṭṭi, Samaṁta             |
| 8           | Vijayaśāṁti                       |
| 7           | Jayaprada, Soundaraya             |
| 6           | Vāṇiśrī, Śrīdēvi                  |
| 5           | Rādhika Śarat Kumār, Triṣa Kr̥ṣṇan |